# Pteris fernandeziana
Pteris fernandeziana là một loài dương xỉ trong họ Pteridaceae. Loài này được Phil. mô tả khoa học đầu tiên năm 1857.
Danh pháp khoa học của loài này chưa được làm sáng tỏ. 